# NGC 3245
NGC 3245 (również PGC 30744 lub UGC 5663) – galaktyka soczewkowata (S0), znajdująca się w gwiazdozbiorze Małego Lwa. Odkrył ją William Herschel 11 kwietnia 1785 roku. Jest to galaktyka z aktywnym jądrem typu LINER.